# Xanthorhoe mediofascia
Xanthorhoe mediofascia là một loài bướm đêm trong họ Geometridae.